# ケビンマスク
ケビンマスクは、ゆでたまごの漫画『キン肉マンII世』に登場する架空の人物。
アニメ版の声優は置鮎龍太郎。

## 主な特徴
初出は読み切り作品『マッスル・リターンズ』。『キン肉マンII世』での初登場はd・M・p編「ミート、万太郎へ最初の特訓!」。伝説超人ロビンマスクの息子。幼い頃からの父・ロビンマスクによるスパルタ指導と、名門ロビン一族の跡継ぎという重荷に耐え切れなくなり家を出る。放浪中に悪行超人にスカウトされd・M・p（デーモン・メイキング・プラント）に加入するが、その後で自分の理想とは違うことに気づき離脱、以後は孤高の超人としてどの集団にも属さないフリーの立場となる。
新世代超人の中でも屈指の実力者であり、デビュー戦から329戦、一度もタップとKO負けを喫したことがなく「無敗伝説（アンディフィーティッド）」を持つと語られる。第22回超人オリンピック ザ・レザレクションでは、主人公のキン肉万太郎を破り優勝を果たした。
正義、悪行の両方の世界に身を置いていた過去から、状況により正義超人の正々堂々としたファイトと悪行超人としての残虐ファイトを切り替えることが可能。第22回超人オリンピックではクロエのアドバイスにより様々な「戦略（タクティクス）」を見せている。
過去の確執から、父・ロビンに対しては愛憎入り乱れる複雑な感情を抱いており、ロビンがかつてキン肉マンに傷をつけられたマスクを彼の敗戦の象徴と捉え、反面教師として持ち続けている。第22回超人オリンピック終了後はロビンと和解したことが語られるが、それでもトラウマは残っていた。
父・ロビンマスク同様、鉄仮面を被り素顔を隠す。この仮面にはロビンが過去水中戦で敗北したことから、どんな局面でも戦えるように内側に高濃度酸素吸入機が取り付けられている。血液型は特殊なものでアリサと同じ。輸血時の医師によると血中濃度の酸素量が凄まじく、登山家か潜水士並みだと言われている。素顔は目が隠れるほどの長髪であり、顎鬚を生やしている。目の部分は明確に描かれておらず、「究極の超人タッグ編」終盤で露になった際にはぼかし表現が用いられていた。背中には悪行超人時代に彫られたスパイダーネスト・タトゥーがある。このタトゥーには彼に敗北した超人の姿が彫り加えられていき、悪行超人から脱退した後も続けられている。鎧はロビンのものとデザインが異なり、色も黒。この鎧はロビン家先人たちの鎧から破片を集めて作られた歴史の鎧（ヒストリーアーマー）であり、究極の合金であると語られる。
『キン肉マンII世』では一番人気のキャラクターであり、キャラクター人気投票では、第1、2、3回、および『キン肉マンII世〜オール超人大進撃〜』でも1位の4連覇。第4回人気投票では2位に転落したが、出番の少なさが響いたとフォローが入っている。ゆでたまごはこれに関しては「予想以上の人気」と評している。究極の超人タッグ編開始時に行われた「読者が選ぶ究極のタッグ」ではウォーズマンとのタッグ・漆黒の師弟コンビで第1位にランク入りしている。
名前の由来はプロレスラーのケビン・フォン・エリックから。作中では両親が恋人時代によく通っていたパブ「Kevin's bar」から名づけたと語られている。

## 『キン肉マンII世』

### 生い立ち
正義超人ロビンマスクと母・アリサのもとに生まれたケビンマスクは、ロビンにより立派な正義超人になるためのスパルタ教育を施されるが、彼はそれに耐え切れず、8歳の頃家を飛び出す。以後ケビンはそれまでの鬱憤を晴らすかのように遊びを満喫し、さらにストリートファイトを繰り返し、暴力に喜びを見出すようになった。

### d・M・p時代
15歳の頃、ストリートファイトに甘んじていた頃、d・M・pにスカウトされる。そこで出会ったマルスと親しくなり、訓練の時に命を救われる。スカーフェイスによると、この時代は「d・M・p最大の禍」と言われており、正統的な試合も強かったがラフファイトもズバ抜けており、悪人エリートの集まりの中でも札付きのワルだった。
その3年後、キン肉マンの息子・キン肉万太郎が日本防衛のために東京・美波理公園に派遣される。同じく新世代超人であるガゼルマンと争っているところに現われ、ガゼルマンを軽くあしらう。翌日、仲間のテルテルボーイ、MAXマンと共に武道館を襲来。試合を行なっていたプロレスラーたちを殺害、自らがd・M・pの悪行超人であることを明かし、万太郎たちに挑戦状を叩きつける。しかしテルテルボーイとMAXマンが敗れた後、「ここは俺の求める理想とは違う」と言い残し離脱。万太郎たちの前から立ち去っていった。

### フリー時代
ヘラクレス・ファクトリー一期生vs二期生入れ替え戦を見ていたところ、スカーフェイスことマルスの姿を目撃。ケビンは彼の不正を暴くため決勝前夜の彼を狙うが、昔の地獄の訓練から救ってもらった恩義から正体を晒せなかった。その後、決勝にて伝説超人ブロッケンJr.の後押しもあり、スカーフェイスの正体は悪行超人であることを公表する。
火事場のクソ力修練編では本編での登場はなかったが、連載中に行われた第1回キャラクター人気投票にて長野の山中で訓練している姿が描かれていた。

### 超人オリンピック出場
その後も一人訓練していたケビンマスクだったが、万太郎の火事場のクソ力修練の後正義超人の祭典・超人オリンピック ザ・レザレクション開催が決定。ケビンは超人オリンピック出場のために突如現われた謎の超人クロエに3か月間コーチしてもらう。ケビンは楽々とイギリス予選を勝ち抜き、イギリス代表の権利を手に入れる。大会予選も苦戦することなく勝ち進み、最終予選ではクロエと協力し突破する。グランドファイナル組み合わせ抽選会のパチンコでは、シード枠に入るところであったが自らの意思で1回戦Aブロックへ入る。なお、本大会ではいまだヒールとしての姿を見せている（一回戦にて倒したチヂミマンを背中のタトゥーに彫る、2回戦でのレゴックス戦にて悪行超人時代のファイトを見せる。しかし思考はあくまでも見た目醜かろうが悪行超人を倒せばそれでいいという正義超人のものである。イリューヒンを「二度と戦いたくない」と思わせるまで追い詰めようとするなど。その他にも残虐ファイトを多用する姿を度々見せている）。アニメでケビンを演じた置鮎龍太郎は「連載を見るとかなり悪い奴になっていて、アニメもこの残虐シーンがあるのかな？と楽しみにしてます」と述べたことがある。
1回戦第2試合韓国代表チヂミマンとの闘いでは、直前までサウナにて指一本の逆立ちの過酷なトレーニングにより疲労困憊した状態で闘いを迎える。闘いはチヂミマンの猛攻を受け体力が憔悴した極限状態となるが、大渦（メールストローム）パワーを発動させ逆転勝利する。
2回戦のオランダ代表レゴックス戦では数日でコンディションを整えリングに立つ。レゴックスの相手の姿を模倣するセンセーショナル・クローンの前に苦戦するも、悪行超人時代の残虐ファイトで応戦。再び大渦パワーで逆転し、レゴックスを破る。
準決勝のロシア代表イリューヒン戦では、クロエのアドバイスを受け戦況が好転。彼の命綱といえる胸部のジャイロ・コンパスを破壊し、勝負が付いているにもかかわらず、禁断の技「OLAP」で彼の両腕を破壊し、キャンバスから投げ落とす。それを受け止めたミートはアキレス腱断裂、全身打撲で入院。セコンドのミートを失い一人になった万太郎を絶望へと追い込む。
決勝戦ではケビンはロビンへのこだわりを捨て、ロビン家から持ち出した傷入りマスクを改造し着用。万太郎は同じ日本超人であるザ☆農村マンをセコンドに迎える。試合は序盤ケビンが優勢になるも、万太郎は農村マンのアドバイスを受け一転。万太郎の攻撃を受けリング外に転倒したケビンは額に傷をつけられてしまう。その後、闘いは大渦パワーと火事場のクソ力を発動させ、一進一退の攻防となるが、万太郎がマッスル・ミレニアムを発動。事前に対策をしていたケビンは体を極限にまでそらし、万太郎の体をつかむことにより回避。OLAPで両腕を破壊し、ビッグベン・エッジで止めを刺し、超人オリンピック優勝を果たした。
試合後、ケビンは自分の能力以上のパワーを出し戦えたことを万太郎に礼を言う。同時にキン肉族打倒を果たしたことにより、マスクの傷が消える。ケビンはクロエとの約束を果たすため、ベルトを装着するも疲労からリング下へ転倒、クロエはそれを救うも、その衝撃でオーバーボディが破壊され、伝説超人ウォーズマンであることが発覚。彼はケビンのコーチについたことは師匠ロビンマスクの恩を返すためだったと話し、その場を去ってゆく。
アニメでは、クロエの指示を受けながらも無意識状態のまま立ち上がる万太郎を見て追い打ちを怠り、周囲の声援で万太郎が腕・肩の関節を元に戻し、本来の火事場のクソ力を発動。さらなる激闘を繰り広げ、最後は止めとしてビッグベン・エッジを繰り出すも、OLAPで関節が緩んでいたため脱出され、新必殺技、マッスル・G（グラヴィティ）を受けて敗北する。試合後、互いに健闘を称え再戦を誓い、同時にキン肉族に対するわだかまりが無くなり、それに呼応するかのようにマスクの傷も消えた。

### アイドル超人として
悪魔の種子編では、万太郎の危機を救うため、スカーフェイスをリーダーとしたアイドル超人軍を結成。ジェネラル・パラストのゲートバリヤーを通過しデーモンシードに痛めつけられる万太郎を救い、関門海峡・巌流島の「ジェネラル・リブ」にてスカーフェイスとB-エボリューションズを結成し、ザ・デモリッションズ（再生アシュラマン / ボルトマン）と戦う。
善戦むなしくスカーフェイスが消滅させられ、ケビンは一人生き残る。彼の残した言葉の通り、万太郎とザ・坊ちゃんズを結成し、再びデモリッションズと戦うことになる。しかし万太郎はスカーフェイスを見殺しにしたことを理由に彼とタッグを組むことを拒否、ケビンも彼に反発し、2人は互いに分かれ特訓を行う。ケビンは富士山の発電所にてボルトマンのエレクトリック・パワーに耐える特訓を開始する。特訓中疲労により倒れたケビンは仏師に扮装したウォーズマンに助けられ、彼が見せた金箔を貼った仏像から対策を得る。万太郎らと合流し仲違いしながらも悪魔の胎内に入場した2人はリングに上がる。ケビンは万太郎を犠牲にしないために先鋒を買って出るが、万太郎はこれを無視。しかしケビンは万太郎を救い、タッグの「勝利に貢献する心」を見せ、万太郎とのコンビネーションが完成する。ボルトマンと対峙したケビンは鋼鉄の鎧を身にまとい、彼の超人電子レンジを回避するものの、エレクトリックパワーの前に鎧を破壊されてしまう。しかしウォーズマンのアドバイスから、サンシャインの砂金の身体を利用し、自分の身体に金メッキをコーティングする。その状態でボルトマンの体内に飛び込み、魔の四角窓を破壊。最後は万太郎とのツープラトン・NIKU⇒LAPでボルトマンをKO。その後、力尽き大黒柱骨の一部となるが、万太郎の勝利によりリボーンダイアモンドで復活する。またこの時、崩れる悪魔の胎内から万太郎の父・キン肉スグルに助けられる。

### 究極の超人タッグ編
時間超人ライトニング、サンダーの暗躍により20世紀のロビンマスクが殺害され、そのタイムパラドックスにより肉体が消滅し始める。ケビンは肉体消滅を抑えるためにX字型のクリアベッドに収容。万太郎たち新世代超人はミートの提案により、時空船「ケビンマスク号」（命名したのは万太郎）を建造し、20世紀にロビンが殺害される直前にタイムワープ。20世紀到着後、ケビンは肉体が生き返るも、次は母・アリサが時間超人の毒牙にかかり、再び肉体消滅の危機に陥る。さらには見張りをしていたイケメン・マッスルが持ち場を離れたことにより、時間超人に連れ去られ人質にされてしまい、ロビンマスクとテリー・ザ・キッドのジ・アドレナリンズを窮地に陥れる道具として利用される。
究極の超人タッグ1回戦第二試合ジ・アドレナリンズvs鬼哭愚連隊（死皇帝、ザ・ガオン）戦ではアリサの血液が不足したことにより、さらに肉体消滅が進行するも、自分の力により肉体を一時的に再生、血液をアリサに輸血することによりこれを回避する（ただし、それが元で失血状態に陥る）。
2回戦第三試合では、時間超人の提案したシノバズ・ポンド・デスマッチリングの天井に吊るされる。ロビン、キッド共にこれに苦しめられるも、ロビンはケビンを池に落とし彼の高濃度酸素吸入マスクを借りることにより、戦いを優位に進めるが、時間超人に敗北。ケビンはキッドの手により池から引き上げられるも、再び連れ去られてしまう。
準決勝第一試合終了後、アリサの様態が再び急変。ケビンは再び肉体消滅の危機に陥るが、ウォーズマンが残したデバイスによりアリサが完治し（その後、決勝戦を観戦に訪れケビンと対面している）肉体が完全に再生。第二試合新星・ヘル・イクスパンションズ（ネプチューンマン、マンモスマン）vs世界五大厄（ライトニング、サンダー）の闘いの間、控え室のクリアベッドから脱出。満足に動けない身体で樹海をさ迷っていたところを、キン肉マン、テリーマン、ロビンマスクの3人により発見され、彼らによりリハビリおよび特訓が行われる。
その後、パートナーのカオス・アヴェニールを失い、一人で世界五大厄と闘おうとする万太郎の前に、キン肉マングレートのマスクとコスチュームを身に纏い現れる（「そのままの姿で行っても万太郎はパートナーとして認めないだろう」というキン肉マンの考えから）。万太郎はカオスが復活したと思っていたが、世界五大厄に正体を見破られる。
万太郎とは、ケビンを助けるために過去に来たことと、自分にとってのパートナーはカオスただ一人と意地を張っていたことが原因でわだかまりを持っていたが、カオスが起こした奇跡とケビンの心からの懇願によりわだかまりが解け、共に世界五大厄に立ち向かう。同時にラーメンマンの弁髪が乗り移る。戦いは次第に劣勢となり、万太郎は心が折れそうになる中、ケビンは奮闘。万太郎も闘志を取り戻し、サンダーをNIKU⇒LAPでKO。万太郎のライトニングをマッスル・スパーク阻止に入ろうとするサンダーをカットし、ビッグベン・エッジを仕掛け、新ツープラトンのマッスル・キングダムでライトニングとサンダーをKOする。
優勝した万太郎とケビンはトロフィーを引き抜き、トロフィー球根の破片をライトニングとサンダーに分け与える。正義超人としての矜持を唱えた万太郎とケビンだったが、ライトニングは悪行超人としての美学を貫き溶岩に身を投げ死亡。万太郎は禍の禍根として残りの球根に火を放ち、焼失させる。ケビンは残りの球根の破片をラーメンマンの弁髪に投げつけた後、トロフィーをザ・マシンガンズ（キン肉マン、テリーマン）に返還。未来へと帰還し、物語は幕を閉じる。

### 主要対戦成績
- シングルマッチ
  - ○ビッグ・ボーン（ビッグベン・エッジ）
  - ○ジ・アサシン（ビッグベン・エッジ）
  - ○チヂミマン（ビッグベン・エッジ）
  - ○レゴックス（アニメでは「ブロックス」）（ビッグベン・エッジ）
  - ○イリューヒン（OLAP）
  - ○（アニメでは×）キン肉万太郎（ビッグベン・エッジ ※アニメではマッスル・Gで敗北）

- タッグマッチ
  - ×ザ・デモリッションズ（再生アシュラマン / ボルトマン、地獄のコンビネーションΩ）
  - ○ザ・デモリッションズ（再生アシュラマン / ボルトマン、マッスル・G）
  - ○世界五大厄（ライトニング / サンダー）
    - ×1本目（死時計の刻印）
    - ○2本目（NIKU⇒LAP）
    - ○3本目（マッスル・キングダム）

## 『キン肉マンII世〜オール超人大進撃〜』
初登場は第7話「凶悪超人?ケビンマスク」。本編同様d・M・pに属していたが、正義超人警察に自首し悪行超人留置場より出所する。監視に現れた万太郎と手合わせし、無意識にケビンの攻撃を切り返す万太郎に焦るケビンはタワーブリッジを極めるが、衛兵たちに止められている。
万太郎たちヘラクレス・ファクトリー一期生とd・M・pに洗脳された二期生との戦いでは、戦いを陰から見守り、万太郎が勝利した後、首謀者である屍魔王と麒麟男を逮捕する。
超人一等祭では予選競技「兄弟雲梯ぶら下がリ〜〜ン」にて他の超人たちを吹き飛ばしたオランダ代表のセンプー鬼をバックドロップで地面に転落させる。本選では1回戦Aブロック第2試合にてスリランカ代表ナンキーマンと対戦が決まる。先に行われた第1試合ではドゥームマンと戦って敗れたフィオナにコートをかける気遣いを見せている。試合はケビンの苦戦と思われたが、フィオナとそのセコンドの激励により逆転し、ナンキーマンに勝利する。2回戦では勝ち上がってきたドゥームマンとキャンバスにトランポリンが張られたトランポリンオクタゴンリングで戦う。ドゥームマンのメテオスライサーを歴史の鎧で防御するケビンだったが、ドゥームマンがリング状の鉄柱を破壊し、リング外の人間を巻き込む。ケビンは自分に関係ないことと発言するが、メテオスライサーにより破壊された線路の裂け目に鎧を投げ込み、電車の脱線事故を防ぐ。鎧を脱いだケビンはドゥームマンのメテオスライサーを生身で受け止めるものの、出血多量で気を失い、ドゥームマンに敗北する。
最終回では万太郎たちとともに悪行超人軍団との戦いに参加している。

### 主要対戦成績
- シングルマッチ
  - ○ナンキーマン（ORAP）
  - ×ザ・ドゥームマン（メテオスライサー）

## 『マッスル・リターンズ』
時系列は『キン肉マンII世』より前となる。戦いから離れ、長野県の南アルプス付近の山奥で隠遁生活を送るキン肉マンの前に現れ、正義超人たちが残虐超人BUKIボーイに敗れ去ったことを伝える。負傷したロビンマスクの代わりに残虐超人BUKIボーイと戦って欲しいと懇願した。
当初はマスクのデザインが『キン肉マンII世』本編と異なり、背が高く描かれていたが、『II世』連載後に掲載された際に修正され、背丈が縮められマスクのデザインも現在のものに変更された。

## 得意技
ビッグベン・エッジ
ケビンマスクの代表的なフェイバリットホールド。相手の両腕を掴んで交差させながら捻り上げ、その反動を利用して上空に吹き飛ばし、相手の側面から腕と足、頭をロックして脳天からリングに叩きつける、ケビンマスクの必殺技。
技のフォルムがウェストミンスター寺院の時計塔ビッグ・ベンのような重厚さを醸し出していることから、この名前が付いた。
ケビンは100回以上技を放ってきて、『プレイボーイ』版の超人オリンピック決勝戦で万太郎に使用したものが一番の手ごたえだったとコメントしている。
アニメでは腕・肩の関節を外すと技から脱出されてしまう。
タワーブリッジ
ロビン一族に代々伝わる技。かつては父との蟠りから使用するのを躊躇っていたが、クロエに諭されて使用するようになる。
技自体はそれ以前に修得しており、ヘラクレス・ファクトリー入れ替え戦編において、スカーフェイスに使用したことがある。
ロープワーク・タワー・ブリッジ
『キン肉マンII世 正義超人への道』で使用。相手をタワーブリッジの状態に捉えたままリングロープに向かって弾道飛行し、背骨を破壊する技。
ロイヤル・ストレッチ
ロープを隔てて逆さまの状態となり、相手の脚を両脇に挟み、両脚を相手の脇の下に通して固め、身体を反らせて締め上げる関節技。同名のプロレス技とは別の技（こちらはうつぶせの相手にかける）。
大渦パワー（メイルストロームパワー）
ロビン王朝版火事場のクソ力と言われる。ピンチになるほど、力を増幅させることができる。アニメでは、戦略No.FINALと呼ばれた。
カーテンコール・キック
相手の頭上から踏みつけるように繰り出す、両足からの連続蹴り。
ハートアタックスティンガー
コーナー際で相手の体勢を崩すように駆け上がり、コーナートップでバック宙したのち放つ、相手の心臓めがげてのニー・ドロップ。
ステップオーバートゥホールドウィズフルネルソン
うつぶせ状態の相手の背中に乗り、足をからめて相手の片足を極めると同時に両腕をフルネルソンに捉える新型のS・T・F。
超人押し花
脚で切り裂いたマットを捲り上げ、そこに相手を挟み込んで潰す攻撃。
ケビントルネード
ブレイクダンスのヘッドスピンの要領で、逆立ち状態で回転しながら蹴りを放つ。トルネード（竜巻）に巻き込まれるが如く、相手は連続蹴りを喰らう。
ロメロ・スープレックス
相手をロメロ・スペシャルに捉えたまま後方にジャンプして、スープレックスの要領で相手の脳天をマットに激突させる技。
ロビンスペシャル
父ロビンマスクのフェイバリットホールド。ロビン版との違いは首4の字を掛けた状態（ロビンは首4の字を落着時の衝撃で極める）で落下すること。
トルネード・フィッシャーマンズ・スープレックス
フィッシャーマンズ・スープレックスの強化版で、相手を抱えたまま高く舞い上がり大きく捻りを加えて落下する。
ビッグ・プロブレム・スープレックス
肩固めの体勢からスープレックスを仕掛ける。首締めと脳天打ちを同時に仕掛けるため高い威力を持つ。
スカーフェイス・リベンジ
大きくジャンプして放つヒップアタック。スカーフェイスの技、スワロウ・テールを模している。
d・M・p式カナディアンバックブリーカー
マスクの頭頂部のトゲを支点にして担ぎ上げるカナディアンバックブリーカー。そこからさらにジャンプして尻餅をつき、より深くトゲを食い込ませる。
ユニコーンヘッド
究極の超人タッグ編終盤マスクについた額の傷に、フードの男が投げた槍の破片を差し込むことにより放ったヘッドバット。初代『キン肉マン』のキン肉星王位争奪編においてロビンマスクが放った技であり、「未来の戦法を一足早く使わせてもらった」と発言している。
肉のカーテン
キン肉族に伝わる防御法。ボクシングのピーカブースタイルのように、両腕で相手の攻撃から身を守る。習得した経緯は不明だが、ミート曰く「真の絆で結ばれたタッグチームはパートナーの得意技を会得していて当然」と解説されている。
戦略（タクティクス）
ケビンが使用する各種戦略の総称。
OLAP（オラップ）
戦略No.THE END。相手の背後から両足を内側から引っ掛け、両手をチキンウイングにかける、パロ・スペシャルと対をなす究極の関節技。ビッグベン・エッジと並ぶケビンマスクの必殺技でもある。
ロビンマスクが開発するものの、非常に難易度が高く誰も使いこなせず、長らく未完の技となっていた所をクロエのコーチにより極める。第22回超人オリンピック決勝でフィニッシュに使われ、火事場のクソ力を発動した万太郎でさえもクラッチを外すことはできなかった。
技名の由来は作中の「パロ（PALO）・スペシャル」のリバース技であることから。ただし実際のプロレスラー、ジャッキー・パロが使用した「パロ・スペシャル」はOLAPと同じ技であり、この技は使えるなと思い、ケビンに使わせたと作者は語っている。
『究極の超人タッグ編』では、ロビンマスクが開発したのではなく、ロビン王朝に伝わる技となっている。また、ウォーズマンにも伝授したが難易度が高く習得できなかったと語っている。
『キン肉マンII世〜オール超人大進撃〜』では「ORAP」との表記もある。ドゥームマン戦で使用した際は、メテオスライサーにより破られている。
マッスル・ミレニアム破り
戦略No.スペシャル0。全身を大きく反らせ、両手両足で万太郎の頭を掴みマッスル・ミレニアムを阻止する。建築現場の巨大鉄球を使用した特訓により身に付けた。
戦術No.9（タクティクスナンバーナイン）
一回転して飛び上がっての後頭部への踵落とし。
暴風雨エルボー（ストーム-）
戦略No.10。立っている相手の肩口に乗り、頭部にエルボーパッドを連続して放つ、ウォーズマンも得意とする技。
そこからさらに発展させ、反撃してきた相手の腕を三角絞めに捕らえることも可能。
高貴な構え（ノーブルフォーム）
戦略No.32。相手の攻めを待つ防御重視の構え。全身の力を抜いた隙の無いフォームを取ることにより、相手に先手を取られても、それより先に攻撃動作が完了する。
野獣構え（ビーストフォーム）
戦略No.33。ノーブルフォームとは逆に、自ら相手を攻め立てる攻撃重視の構え。
マッハ・パルバライザー（超人削岩機）
戦略No.38。両手を合わせ全身をドリル状に錐揉み回転させて相手を穿つ突進技。
鉄柱を軽く砕き、万太郎の肉のカーテンをも破る威力がある。

### タッグ技
ダブル・スタナー
2人で1人の相手にスタナーを決める技。第22回超人オリンピックの最終予選「二人三脚でZEI!ZEI!」にてクロエと共に使用。
戦術（ストラテジー）
B-エボリューションズのツープラトンの総称。
戦術-B（サドンインパクト）
スカーフェイスが相手を持ち上げて、水平状態にして相手の首をロープに当て固定。ケビンはスカーの頭を飛び箱のように飛び上がり、相手の背中に勢い良くのしかかる。
戦術-C
スカーフェイスが相手の両脚にタックルして、そのままフロント・スープレックス気味に後方目掛けて投げて、同時にケビンは前方のロープに跳ね返り反動を付けて、相手の首を鎧のトゲで刺して捕らえ、スタナーの体勢で落とす。
戦術-D
後ろ向きに相手の首を捕らえたままコーナーポストをかけ上り、コーナー最上段より体を反転させながら落下。同時にスカーフェイスがロープをかけ上がり、無防備な相手のボディに得意技のスワロウテールを突き刺す。
戦術-F
ケビンマスクが相手の顔面目掛けてパンチを狙い、同時にスカーフェイスが相手の後頭部に延髄斬りを狙う。
戦術-G
相手の両脚にタックルしてそのまま相手を持ち上げてコーナーポスト上段から、体を反転させて落下。同時にスカーフェイスが飛び上がり、相手をブレーンバスターの体勢で捕らえてキャンバスに落とす。
坊ちゃんズコラボレート・1（プレピーコラボレートワン）
ザ・坊ちゃんズのツープラトン。お互いに相手をデスバレーボムで持ち上げ、脳天同士をぶつける。
NIKU⇒LAP（ニクラップ）
ザ・坊ちゃんズのツープラトン。キン肉バスターとOLAPの複合技。万太郎が対戦相手にキン肉バスターをかけ、ケビンが逆さまの状態で上昇し相手にOLAPを仕掛けその状態で落下する。
バスターバリエーションPart5
連載時はダブルバスター。元はザ・マシンガンズのツープラトン。2人で相手の脚を一本ずつつかみ、キン肉バスターを掛ける技。
日英クロス・ボンバー
ザ・坊ちゃんズのツープラトン。元はヘル・ミッショネルズや父ロビンとキン肉マンのブルー・インパルスが使用していたツープラトン。万太郎の合図と共に前後から首を挟むように打撃を加える技。ブルー・インパルス同様、日本の超人キン肉万太郎とイギリスの超人ケビンマスクが使用したことから呼ばれた。
マッスル・キングダム
ザ・坊ちゃんズのツープラトン。マッスル・スパーク"地"とビッグベン・エッジの複合技。万太郎がマッスル・スパーク"地"の落下時に頭が下に来るよう傾け、ケビンがもう一人の相手にビッグベン・エッジを仕掛けながらマッスル・スパークを掛けられている相手の首をつま先でクラッチし、さらにビッグベン・エッジでクラッチされていない相手の片足を万太郎が足で捉えたままキャンバスに落下する。

## プロフィール
- 分類 - 新世代正義超人→悪行超人→フリー超人→新世代正義超人
- 出身地 -  イギリス・ロンドン
- 年齢 - 18歳[20]
- 身長体重 - 218cm 155kg[9]
- 超人強度 - 117万パワー[9]
- 好物 - 魚のフライ[21]
- 家族 - 曾祖父 ロビン・グランデ 祖父 ロビンナイト、ポール・マッキントッシュ 祖母 バネッサ・マッキントッシュ 父 ロビン・マスク 母 アリサ・ロビン（アリサ・マッキントッシュ）[注 5][注 6]
- その他講考 - 頭髪色はゴールデンブロンド、アニメではダークグリーン。電車の中では立ち派[22]。元恋人の名前はエリザベス[23]。

### 異名
- 難攻不落の鉄騎兵[24]
- 鉄面の鬼公子[25]
- 超人界のベッカム[26]
- 超人マットの魔術師[27]
- d・M・p最大の禍[28]
- 無敗伝説（アンディフィーティッド）[29]
- 我を捨てた一匹狼[29]
- 反逆の白騎士[29]
- 新たな救世主[29]
- より完全なる超人レスラー[29]
- 蒼鉄の鬼士[29]
- 超人界のならず者[29]
- 漆黒の鉄騎兵[29]

### 主な肩書き
- アイドル超人軍（スカーフェイス、ケビンマスク、ハンゾウ、イリューヒン、バリアフリーマン）

### 個人タイトル歴
- 超人オリンピック ザ・レザレクション優勝（アニメ版では超人ワールドグランプリ準優勝）
- 宇宙超人大顕彰 最優秀選手賞（MVP）受賞[30]
- 究極の超人タッグ戦優勝

## 家系図
```
　　　　　　　 ヴァネッサ・マッキントッシュ
　　　　　　　　　┃
　　　　　　　　　┣━━━━━━━━━ アリサ・マッキントッシュ
　　　　　　　 　 ┃　　　　　　　　　　　　　　　┃
　　　　　　　 ポール・マッキントッシュ 　　　　　┣━━━━ ケビンマスク
　　　　　　　　　　　　　　　　　　　　　　　 　 ┃
　　　　　　　ロビンナイト夫人　　　 　　　　　　 ┃
　　　　　　　　　  　┃　　　　　　　　　　　　　┃
ロビン・グランデ　　　┣━━━━━━━━━ ロビンマスク
　　┃　　　　 　 　  ┃
　　┣━━━━ ロビンナイト
　　┃
　???
```

## テーマソング
GOD SAVE THE QUEEN
歌 - 置鮎龍太郎（ケビンマスク） / 作詞 - 里乃塚玲央 / 作曲 - 渡部チェル / 編曲 - 渡部チェル

## コンピュータゲーム
『キン肉マンII世』の最初のゲーム化作品である『キン肉マンII世 ドリームタッグマッチ』では、14体のプレイヤーキャラクターの一人としてケビンマスクが登場。通常攻撃力の高いキャラクターとしてデザインされている。
『キン肉マンII世 正義超人への道』では、ロープからの技として原作では見せていないロープワークタワーブリッジが使用可能。
『キン肉マンII世 新世代超人VS伝説超人』など据え置き機でのゲームでは、タッグチームを組むキャラクターによっては特定のチーム名が付けられる。以下にそれを示す。
- B-エボリューションズ - スカーフェイス
- ダイナスティーズ - ロビンマスク
- ザ・パルバライザーズ - ウォーズマン

B-エボリューションズを除いてはゲーム独自の名称である。